# Miguel Martínez de Corta
Miguel Martínez de Corta (* 25. November 1981 in Logroño) ist ein spanischer Fußballspieler.

## Spielerkarriere
Miguel Martínez stammt aus der Jugend des FC Barcelona. Über den Zweitligisten Real Saragossa schaffte er den Sprung in den Profifußball. So spielte er als Ersatztorwart in der Aufstiegssaison 2002/2003 vier Mal für die Aragonier. Daneben kam er meist in der zweiten Mannschaft des Klubs zum Einsatz, die in der Segunda División B spielte. Im Jahr 2003 wurde er für eine Saison an Drittligist Zamora CF verliehen. Nach seiner Rückkehr spielte er wieder für Real Saragossa B. In der Spielzeit 2005/06 lieh ihn UE Lleida für ein Jahr aus. Hier konnte er sich nicht durchsetzen und kam nur viermal zum Einsatz. Da er zwischen 2006 und 2008 in Saragossa nur dritter Torwart war, verließ er den Verein nach dem Abstieg 2008, um für den Zweitliga-Aufsteiger SD Huesca zu spielen. In der Saison 2008/09 war er dort die Nummer zwei hinter Eduardo Navarro und kam nur sechsmal zum Einsatz. Nach Navarros Weggang wurde er zu Beginn der Spielzeit 2009/10 die neue Nummer eins, musste aber am 13. Spieltag seinen Platz für Toni Doblas räumen und blieb bis Saisonende dessen Stellvertreter.
Im Sommer 2010 verließ er Huesca und wechselte zu Ligakonkurrent Albacete Balompié. Dort war er zunächst Stellvertreter von Keylor Navas, dem späteren Torhüter von Real Madrid. Erst gegen Ende der Saison 2010/11, als Albacete bereits als Absteiger feststand, kam er häufiger zum Einsatz. Nach Navas’ Weggang wurde er eine Liga tiefer zur neuen Nummer eins. Den Wiederaufstieg verpasste er mit seiner Mannschaft in den Play-offs. Martínez wechselte zu Ligakonkurrent Deportivo Alavés. Im Dreikampf mit Iván Crespo und Urtzi Iturrioz Urkiza kam er elfmal zum Einsatz und stieg am Ende der Saison 2012/13 in die Segunda División auf.
Martínez verließ den Klub und schloss sich UD Logroñés an, das in der Segunda División B spielte. Dort wurde er zum Stammtorwart und hat diese Rolle seit mittlerweile fünf Jahren inne. In den Spielzeiten 2014/15 und 2015/16 verpasste er den Aufstieg in der Play-offs.

## Erfolge
- 2002/03 – Aufstieg in die Primera División mit Real Saragossa
- 2012/13 – Aufstieg in die Segunda División mit Deportivo Alavés